# Lista de prefeitos de Governador Dix-Sept Rosado
Esta é a lista de prefeitos de Governador Dix-Sept Rosado, município brasileiro do estado do Rio Grande do Norte.
| Nº | Prefeito                              | Imagem                    | Partido                   | Início de mandato       | Fim de mandato         | Vice-prefeito                   | Observações                       |
| -- | ------------------------------------- | ------------------------- | ------------------------- | ----------------------- | ---------------------- | ------------------------------- | --------------------------------- |
| 1  | Joel Carlos de Oliveira               |                           |                           | 15 de abril de 1963     | 31 de janeiro de 1964  | —                               | Prefeito nomeado                  |
| 2  | Severino Ramos Vieira                 |                           | PR                        | 1º de fevereiro de 1964 | 31 de janeiro de 1969  | Pedro Francisco de Morais       | Prefeito e vice eleitos           |
| 3  | Francisco de Souza Revorêdo           |                           | ARENA                     | 31 de janeiro de 1969   | 9 de setembro de 1969  | Francisco Rosado da Costa       | Prefeito e vice eleitos           |
| 4  | William Ubirajara Pinheiro            |                           | —                         | 9 de setembro de 1969   | 15 de dezembro de 1969 | —                               | Interventor estadual              |
| —  | Francisco de Souza Revorêdo           |                           | ARENA                     | 15 de dezembro de 1969  | 1º de maio de 1972     | Francisco Rosado da Costa       | Prefeito e vice eleitos reassumem |
| 5  | Francisco Rosado da Costa             |                           | ARENA                     | 1º de maio de 1972      | 31 de janeiro de 1973  | —                               | Vice-prefeito eleito no caego     |
| 6  | Lourenço Menandro da Cruz             |                           | ARENA                     | 31 de janeiro de 1973   | 31 de janeiro de 1977  | José Ferreira de Macêdo         | Prefeito e vice eleitos           |
| 7  | José Ferreira de Macêdo               |                           | ARENA                     | 31 de janeiro de 1977   | 31 de janeiro de 1983  | Leôncio Raimundo da Silva       | Prefeito e vice eleitos           |
| 8  | Nelson Augusto de Morais              |                           | PDS                       | 31 de janeiro de 1983   | 31 de dezembro de 1988 | Zileide Rodrigues do Vale Costa | Prefeito e vice eleitos           |
| 9  | Francisco Adail Carlos do Vale Costa  |                           | PFL                       | 1º de janeiro de 1989   | 31 de dezembro de 1992 | Damião Firmino da Silva         | Prefeito e vice eleitos           |
| 10 | Francisco Carlos de Oliveira Sobrinho |                           | PMDB                      | 1º de janeiro de 1993   | 31 de dezembro de 1996 | Edson Rosado                    | Prefeito e vice eleitos           |
| 11 | Antônio Gilberto Martins da Costa     |                           | PMDB                      | 1º de janeiro de 1997   | 31 de dezembro de 2004 | Ivone Carlos                    | Prefeito e vice eleitos           |
| 11 | Antônio Gilberto Martins da Costa     | Lanice Ferreira de Macêdo | PMDB                      | 1º de janeiro de 1997   | 31 de dezembro de 2004 | Prefeito reeleito e vice eleita |                                   |
| 12 | Lanice Ferreira de Macêdo             |                           | PMDB                      | 1º de janeiro de 2005   | 11 de março de 2005    | Espedito Paulo Pereira Filho    | Prefeita e vice eleitos           |
| 13 | Francisco Adail Carlos do Vale Costa  |                           | PSB                       | 11 de março de 2005     | 4 de abril de 2008     | Nelson Augusto de Morais        | Segundo colocado nas eleições     |
| 14 | Anaximandro Rodrigues do Vale Costa   |                           | PSB                       | 4 de abril de 2008      | 31 de dezembro de 2008 | —                               | Presidente da Câmara no cargo     |
| 15 | Lanice Ferreira de Macêdo             |                           | PMDB                      | 1º de janeiro de 2009   | 31 de dezembro de 2012 | Espedito Paulo Pereira Filho    | Prefeita e vice eleitos           |
| 16 | Anaximandro Rodrigues do Vale Costa   |                           | DEM                       | 1º de janeiro de 2013   | 31 de dezembro de 2016 | Vladimir Felipe Bezerra         | Prefeito e vice eleitos           |
| 17 | Antonio Freire de Souza Filho         |                           | PHS                       | 1º de janeiro de 2017   | 31 de dezembro de 2020 | Sanimarcos Firmino da Silva     | Prefeito e vice eleitos           |
| 18 | Artur Rodrigues do Vale Costa         |                           | DEM                       | 1º de janeiro de 2021   | até a atualidade       | Débora Karla Trigueiro Lima     | Prefeito e vice eleitos           |
| 18 | Artur Rodrigues do Vale Costa         | UNIÃO                     | Prefeito e vice reeleitos | 1º de janeiro de 2021   | até a atualidade       | Débora Karla Trigueiro Lima     |                                   |